# Storstadsvildt
Storstadsvildt er en dansk stum dramafilm fra 1912 produceret af Kinografen og instrueret af Einar Zangenberg efter eget manuskript. Dramafilmen, der i programmet betegnes som en "københavnerfilm", er centreret omkring den charmerende, men kriminelle, "Smukke Charles", der hvirvles ind i en historie med vekselerere, fejlslagne spekulationer og stjålne værdipapirer, der kulminerer med, at Smukke Charles jagtes af politiet for et mord, han ikke har begået. Under flugten udføres en række stunts i samme stil som de mange sensationsfilm, der blev produceret i 1912 og i de følgende år.
Filmen havde dansk premiere den 23. august 1912 i Kinografens egen biograf på Frederiksberggade i København. 

## Handling
En dubiøs vekselerer modtager en post værdipapirer for en kunde. Vekselereren låner penge hos en ågerkarl med pant i værdipapirerne og får en kvittering for pantet. Han går herefter på beværtningen "Dukkehjemmet", men på vej hjem får han et ildebefindende og taber sin tegnebog med pengene fra ågerkarlen og kvitteringen for værdipapirerne. Dagen efter meddeler kunden, at han vil komme og hente værdipapirerne. Den småkriminelle Smukke Charles har fundet tegnebogen. Politiet er på jagt efter ham for et tyveri, men Smukke Charles går det rigtige og afleverer tegnebogen til vekselereren. Vekselereren stoler på Charles og beder ham hente værdipapirerne hos ågerkarlen. På ågerkarlens kontor sender Charles et grådigt blik ind i ågerkarlens åbne pengeskab. Ågerkarlen stiller sig i vejen, men snubler og slår sit hoved mod pengeskabets dør, der smækker i, men ågerkarlen dør. Uden vidner ved Charles, at han vil blive mistænkt for mordet, og han flygter som jagtet vildt med politiet i hælene. En dramatisk flugt gennem byen og over telefonledningerne over byens tage følger, men til sidste fanges Charles, der udånder efter anstrengelserne.

## Medvirkende
- Elna From som Amanda
- Edith Buemann Psilander som Sorte Anna
- Einar Zangenberg som Smukke Charles
- Aage Garde som vekselereren